# Cementerio de Vagánkovo

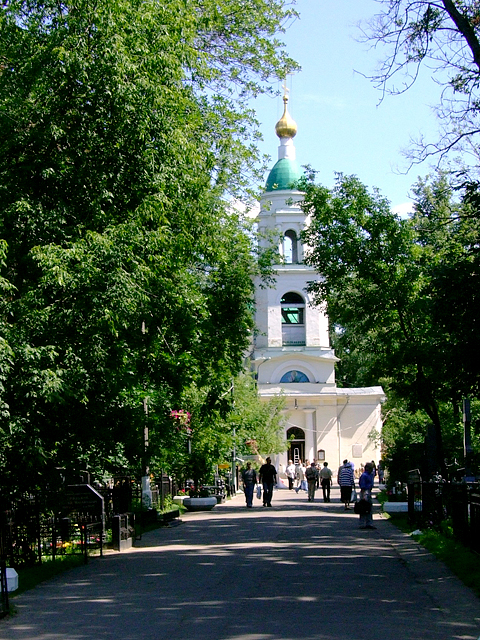
La iglesia del Día de la Resurrección en el interior del cementerio

El cementerio de Vagánkovo (en ruso: Вага́ньковское кла́дбище, Vagáñkovskoie kládbische) es uno de los cementerios más grandes (50 hectáreas) de Moscú. Alberga una gran cantidad de tumbas de personalidades del deporte y las artes, siendo los más famosos, sin duda, Serguéi Yesenin, Bulat Okudzhava,  Vladímir Vysotski y Lev Yashin. El cementerio está en el distrito de Presnia.

## Historia
El cementerio fue fundado en 1771 cerca de la aldea de Novo Vagánkovo, inicialmente para las víctimas de una grave epidemia de peste. Este cementerio hasta mediados del siglo XIX estaba reservado para gente humilde. A medida que los límites de la ciudad se acercaban, más personalidades prominentes fueron enterradas allí, especialmente durante la era soviética. Una sección importante reservada para los armenios está cerca. Se estima que medio millón de personas fueron enterradas en Vagánkovo a lo largo de su historia. A partir de 2010, el cementerio existente contiene más de 100.000 tumbas.
La iglesia que sirve como capilla para los entierros se construyó en 1824.
Entre las tumbas se encuentran los soldados de la Batalla de Borodinó, la revolución de 1905 y la Segunda Guerra Mundial. También las víctimas del atentado terrorista con toma de rehenes de 2002 en el Teatro Dubrovka de Moscú están enterradas allí.

## Personalidades enterradas
- Aleksandr Abdúlov, (1953-2008), actor
- Vasili Agapkin (1884–1964), músico, autor de la canción "El adiós de Slavianka"
- Vasili Aksiónov, escritor
- Borís Andréyev (1915-1982), actor
- Dmitri Anuchin, etnógrafo y geógrafo
- Nikolái Antsíferov, historiador
- Abram Arjípov, pintor
- Inga Artamónova (1936-1966), campeona mundial de patinaje de velocidad
- Aleksandr Bachilov, militar
- Gueorgui Burkov, actor
- Oleg Dahl, actor
- Vladímir Dal (1801-1872), lexicógrafo
- Aleksandr Fadéyev, escritor
- Mijaíl Gnesin (1927-1989), ingeniero
- Serguéi Grinkov (1967-1995), campeón mundial y olímpico de patinaje sobre hielo.
- Mijaíll Ilyín, historiador del arte
- Leonid Jaritónov (1930-1987), actor
- Veniamín Kaverin, escritor
- Grigori Kozhévnikov, zoólogo
- Nadezhda Lamánova, (1861-1941), diseñadora de moda y vestuario
- Viacheslav Lémeshev, boxeador
- Māris Liepa, bailarín de ballet
- Vladislav Lístyev, periodista y presentador
- Yevgueni Mayórov, jugador de hockey sobre hielo
- Andréi Mirónov (1941-1987), actor
- Amshey Nurenberg, pintor
- Ígor Netto, futbolista
- Bulat Okudzhava (1924-1997), poeta, cantautor y escritor
- Vasili Oschépkov (1892-1937), luchador
- Liudmila Pajómova (1946-1986), campeona mundial y olímpica de parejas de danza sobre hielo
- Varvara Panina (1982-1911), cantante
- Mijaíl Púgovkin (1923-2008), actor
- Aleksandr Ragulin, jugador de hockey sobre hielo
- Nikolái Róslavets, compositor
- Yákov Rozval (1932-2015), ingeniero, inventor
- Alekséi Savrásov (1830-1897), pintor
- Fiódor Schechtel, arquitecto
- Vitaly Solomin (1941-2002), actor
- Nikolái Stárostin (1902-1996), futbolista
- Vasili Súrikov (1848-1916), pintor
- Alekséi Stepánov, pintor
- Eduard Streltsov, futbolista
- Yevgueni Svetlánov (1928-2002), director de orquesta, compositor y pianista
- Anatoli Tarásov, jugador de hockey sobre hielo
- Kliment Timiriázev, botánico y fisiólogo
- Arkady Chernyshov, jugador de hockey sobre hielo
- Grigori Chujrái, cineasta
- Ígor Talkov (1956-1991), poeta, cantautor
- Anna Timiryova (1893-1975), poetisa
- Fiódor Tolstói, aristócrata, viajero, apodado El Americano
- Vasili Tropinin (1776-1857), pintor
- Yuri Tyniánov, escritor
- Lev Vlásenko (1928-1996), pianista
- Alekséi Verstovski, dramaturgo y compositor
- Vladímir Vysotski (1938-1980), cantante, músico, poeta y actor
- Vasili Yan (1876-1954), escritor
- Lev Yashin, futbolista
- Leonid Yenguibárov (1935-1972), payaso, mimo, actor
- Serguéi Yesenin (1895-1925), poeta, esposo de Isadora Duncan
- Gueorgui Yumátov, actor
- Antonina Zubkova (1920-1950), aviadora, heroína de la Unión Soviética
- Max Hoeppener, arquitecto

- Nika Turbiná, (1974-2002), poeta